# Municipio de San Martín Totoltepec
El municipio de San Martín Totoltepec (del nahuatl: tototl, tepetl, co ‘pájaro, cerro, en’‘En el cerro de los pájaros’) es uno de los 217 municipios que conforman al estado mexicano de Puebla. Fue fundado en 1922 y su cabecera es la ciudad de San Martín Totoltepec.

## Geografía
El municipio se encuentra a una altitud promedio de 1320 m s. n. m. y abarca un área de 7.27 km², lo que lo convierte en uno de los municipios más pequeños del estado.
Colinda al norte con el municipio de Teopantlán, al oeste con Epatlán, al sur con Izúcar de Matamoros y Xochiltepec y al este con Izúcar de Matamoros.

## Demografía
De acuerdo al último censo, realizado por el INEGI en 2010, en el municipio hay una población total de 651 habitantes, lo que le da una densidad de población aproximada de 90 habitantes por kilómetro cuadrado.

### Localidades
En el municipio existen tres localidades, de las cuales la más poblada es la cabecera, San Martín Totoltepec.
| Código INEGI | Localidad             | Población (2010) | Altitud (m s. n. m.) | Categoría  |
| ------------ | --------------------- | ---------------- | -------------------- | ---------- |
| 211330001    | San Martín Totoltepec | 639              | 1358                 | Pueblo     |
| 211330003    | Las Cruces            | 12               | 1368                 | Indefinida |
| 211330004    | Tihuixtle             | 0                | 1360                 | Inactiva   |